# Isidore Marie Joseph Dumortier
Isidore Marie Joseph Dumortier MEP (* 6. April 1869 in Halluin; † 16. Februar 1940) war römisch-katholischer Bischof und Apostolischer Vikar von Saigon.

## Leben
Nach seinem Eintritt in die Pariser Mission empfing Dumortier am 27. Mai 1893 die Priesterweihe. Am 17. Dezember 1925 wurde er zum Titularbischof von Lipara und zum apostolischen Vikar von Saigon ernannt, dieses Amt hatte er bis zu seinem Tode inne. Die Bischofsweihe spendete ihm am 25. März 1926 der Apostolische Delegat in Indochina, Erzbischof Constantino Ajutti (Aiutti); Mitkonsekratoren waren Bischof Damien Grangeon MEP, Apostolischer Vikar von Quinhon, und Bischof Jean-Claude Bouchut MEP, Apostolischer Vikar von Phnom-Penh.
Er ist in der Kathedrale von Saigon begraben.